# Octodon bridgesii
Octodon bridgesii is een zoogdier uit de familie van de schijnratten (Octodontidae). De wetenschappelijke naam van de soort werd voor het eerst geldig gepubliceerd door Waterhouse in 1845.

## Voorkomen
De soort komt voor in Argentinië en Chili.